# Thomas Vinçotte
Thomas Jules Vinçotte (Borgerhout, 8 januari 1850 – Schaarbeek, 25 maart 1925) was een Belgisch beeldhouwer. 

## Loopbaan
Vinçotte studeerde aan de Koninklijke Academie voor Schone Kunsten van Brussel onder Willem Geefs, waarna hij in Parijs zijn studie vervolgde aan de École des beaux-arts. Hij behaalde verschillende prijzen. In 1872 behaalde hij een tweede prijs in het concours voor de Prijs van Rome. Hij was lid van de kunstenaarsgroep Les XX.
In 1886 aanvaardde hij een betrekking als docent aan de Nationale Hogeschool van Schone Kunsten te Antwerpen, die hij tot 1921 zou bekleden. 

## Leerlingen
- Alfons De Cuyper
- Toon Dupuis
- Dolf Ledel
- Octave Rotsaert
- Alfons Strymans

## Werken
Vinçottes oeuvre bestaat voornamelijk uit bustes. Hij werkte verschillende bestellingen af, vooral in opdracht van Koning Leopold II, waaronder portretten, ontwerpen van muntstukken, het fronton van het Koninklijk Paleis van Brussel, het vierspan van de triomfboog van het Jubelpark in samenwerking met Jules Lagae en het monument voor de Belgische pioniers in Congo in hetzelfde park. Op het Schouwburgplein in Kortrijk staat een bronzen standbeeld van Jan Palfijn van de hand van Vinçotte, onthuld in 1889. Ook het monumentale standbeeld van Zénobe Gramme (1905) in Luik is zijn creatie. In zijn geboorteplaats is een straat naar Vinçotte genoemd.
- Bibliothèque nationale de France: cb149410141 (data)
- Gemeinsame Normdatei: 1055470638
- International Standard Name Identifier: 0000 0001 0843 0177
- KulturNav: 2848337c-47e2-4a5c-8491-0e9dfdcb4315
- RKD-Nederlands Instituut voor Kunstgeschiedenis: 91634
- Union List of Artist Names: 500327709
- Virtual International Authority File: 160940378
- WorldCat: E39PBJymvmDrj7qVcDfJ8yrKBP